# Батищево (Сафоновский район)
 Батищево — деревня в Сафоновском районе Смоленской области России. Входит в состав Николо-Погореловского сельского поселения.

## География
Расположена в центральной части области в 10 км к северо-востоку от Сафонова, в 7 км к юго-востоку от остановочного пункта 14-й км на железнодорожной ветке Дурово — Владимирский Тупик, в 4 км севернее автомагистрали М1 «Беларусь», на берегу реки Большая Вержа.

## История
Известно как минимум с 1627 года (упоминается в привелее польского короля Сигизмунда III). До 1861 года в деревне 9 дворов и около 100 жителей.
В начале XIX века ею владел дворянский род Лесли. С 5 февраля 1871 года до своей смерти в 1893 году здесь в ссылке в своём имении жил и работал известный учёный — агрохимик Энгельгардт А. Н.. В деревне находилось его опытное хозяйство, в котором он внедрил необычную эффективную систему земледелия — пятнадцатипольный севооборот. Сюда к Энгельгардту приезжали такие известные учёные как П. А. Костычев и В. И. Вернадский.
После смерти Энгельгардта имение приобрело Министерство сельского хозяйства, организовав здесь опытную сельскохозяйственную станцию. Крупномасштабные работы развернулись в 1930-е годы, когда была создана «Западная областная опытная станция полеводства». В период 1929—1941 годов работниками станции выведено 11 высококультурных сортов льна; в 1937 году она была награждена орденом Трудового Красного Знамени; в 1940-е годы Смоленская область давала десятую часть льноволокна в стране. Батищево было полностью сожжено в годы Великой Отечественной войны, поэтому опытная станция была организована на новом месте — в деревне Шокино Кардымовского района (ныне — в посёлке Стодолище Починковского района).

## Население
| 2007 |
| ---- |
| 26   |

## Известные уроженцы, жители
В семейной усадьбе Батищево жили представители рода Энгельгардтов, в том числе Александр Николаевич, Борис Михайлович.
В деревне родился Алексей Панасов, гвардии старший лейтенант, первым обнаруживший в мае 1945 года останки Гитлера и Евы Браун.

## Достопримечательности
- Городище в 1,5 км от деревни.

## Инфраструктура
Личное подсобное хозяйство с зоной сельскохозяйственного использования, индивидуальная застройка усадебного типа.
Основа экономики — сельское хозяйство.

## Транспорт
Деревня доступна автотранспортом.